# 神誕生
神誕生（日语：神産み（かみうみ））乃日本《記紀》二書中伊邪那岐命和伊邪那美命二神繼國誕生後，產下諸神的日本神話故事。

## 概要

### 日本書紀之記載
按照《日本書紀》卷第一的記錄，伊奘諾尊、伊奘冉尊二神生完大八洲國後，次生海洋、河川、山巒，復生木祖句句廼馳、草祖草野姬（亦名野槌）。接著二神共議曰：「我們既已生大八洲國及山川草木，何不生天下之統治者？」於是共生日神號大日孁貴（又云天照大神、亦云天照大日孁尊）。此子光華明彩，照亮六合之內，故二神喜曰：「我們生的子息雖多，沒有像如此靈異之兒。不宜久留此國，應當送上天而授以天上之事。」此時天地相去未遠，故以天柱舉於天上。
接著生下月神（又云月弓尊、月夜見尊、月讀尊），其光彩次於日神，可以配日而治，故亦送之於天。復生蛭兒，雖已三歲，仍然無法站立。故載之於天磐櫲樟船，而順風放棄；最後再生素戔嗚尊（又名神素戔嗚尊、速素戔嗚尊），此神雖勇猛安忍，卻時常哭泣，令國內人民多以夭折、青山枯黃，故伊奘諾尊和伊奘冉尊向素戔嗚尊說：「你暴虐無道，不可君臨宇宙，還是去適合你的根之國吧！」遂驅逐之。
第一種說法謂伊奘諾尊說：「我想生可以統御宇宙之珍子。」乃以左手持白銅鏡則化出大日孁尊，右手持白銅鏡則化出月弓尊。又廻首顧眄之間則化出素戔嗚尊。大日孁尊及月弓尊二神質性明麗，故使之照臨天地。素戔嗚尊的個性則好殘害，故令之下治根國。
第二種說法謂日、月二神既生，次生蛭兒。此兒年滿三歲，脚尚不立。伊奘諾尊和伊奘冉尊巡柱時，後者說：「應該是違反陰陽之理，所以才生下蛭兒。」次生素戔嗚尊，此神性惡，常好哭恚，國民多死，青山枯萎。故其父母勅曰：「假使讓你治此國，必多所殘傷，所以你可以去統治極遠之根國。」次生鳥磐櫲樟橡船，便以此船載蛭兒順流放棄。次生火神軻遇突智時，伊奘冉尊卻被軻遇突智燒焦而亡。臨終之際臥生土神埴山姬及水神罔象女。軻遇突智娶埴山姬，生下稚產靈，此神頭上生蠶與桑，臍中生五穀。
第三種說法謂伊奘冉尊生火產靈時，為子所燒焦而神退（亦云神避）。神退之時生水神罔象女及土神埴山姬，又生天吉葛（一云與曾豆羅）。
第四種說法則曰伊奘冉尊生火神軻遇突智之時，悶熱懊惱而嘔吐，穢物化作金山彥、小便化作罔象女、大便化為埴山媛。
第五種說法謂伊奘冉尊生火神時被灼傷而神退去，故葬於紀伊國熊野之有馬村。按當地之風俗，祭祀此神之魂時，花時亦以花祭，又用鼓吹幡旗歌舞而祭。
第六種說法曰伊奘諾尊與伊奘冉尊共生大八洲國，然後伊奘諾尊曰：「我所生之國佈滿朝霧。」乃吹出氣息吹散霧氣，吹撥之氣化成風神級長戶邊命，亦曰級長津彥命；飢餓時生下倉稻魂命，復生海神少童命、山神山祇、水門神速秋津日命、木神句句廼馳、土神埴安神等，再生萬物。至於生火神軻遇突智時，其母伊奘冉尊灼焦而化去。伊奘諾尊恨之曰：「可以用一子來代替我所珍愛的妻子嗎？」言畢在亡妻頭、腳間匍匐哭泣，淚墜化為神，即是畝丘樹下所居之神，號啼澤女命。接著拔出所佩帶十握劍斬軻遇突智為三段：劍刃垂血化為天安河邊之五百箇磐石，即經津主神之祖；劍鐔垂血化為甕速日神（亦曰甕速日命）、熯速日神（亦曰熯速日命），其中甕速日神乃武甕槌神之祖；劍鋒垂血化作磐裂神、根裂神、磐筒男命（或云磐筒男命與磐筒女命）；劍頭垂血化為闇龗、闇山祇、闇罔象。
然後伊奘諾尊追隨伊奘冉尊入於黃泉，後者曰：「我的夫君啊！你已經晚了一步，因為我已吃了黃泉國烹煮的飯食。現在是我休息的時刻，請不要看我。」可是伊奘諾尊不聽，偷偷折下櫛梳的一柱作為炬火，看到的卻是妻子屍身膿沸蟲流的駭人景象。今日世人在夜間忌諱一片之火，或者晚上丟擲櫛梳，便是這個道理。伊奘諾尊大吃一驚後說：「我再也不想到這個汙穢之國了。」於是急忙逃回。伊奘冉尊恨曰：「你所說的話使我感到恥辱。」遂遣泉津醜女八人（又云泉津日狹女）追趕。伊奘諾尊一面拔出劍揮舞一面逃跑，又丟出黑鬘化作葡萄。醜女撿食後繼續追，伊奘諾尊投出湯津爪櫛化作筍，醜女撿食後仍追趕，且伊奘冉尊也追上來了。另有一說，伊奘諾尊向大樹撒尿，此即化成巨川。泉津日狹女渡過河水時，伊奘諾尊已至泉津平坂。故伊奘諾尊便以千人所引之磐石阻塞其坂路，並與伊奘冉尊相向而立，遂建絶妻之誓。
伊奘冉尊曰：「雖然我愛我的夫君，但我當縊殺你所統治之國民千人。」伊奘諾尊答曰：「雖然我愛我的愛妻，但我當令我國民每日生一千五百人。」因曰：「自此莫過。」即投其杖生成岐神，又投其帶生成長道磐神，又投其衣生煩神，又投其褌化作開囓神，又投其履是謂道敷神。其於泉津平坂，另有一說非泉津平坂，而是別有處所，但臨死氣絶之際是在泉津平坂。所塞磐石是謂泉門塞之大神，亦名道返大神。
伊奘諾尊返回後說：「我去了凶目汙穢之處，當洗去我身之濁穢。」乃前往筑紫日向小戶橘之檍原而秡除，將洗盡全身之汙穢時說道：「上游太湍急，下游太靜弱。」便洗濯於中游，因而生出八十枉津日神，次將矯其枉而生神直日神、大直日神。又沈濯於海底，因以生底津少童命與底筒男命；接著潛濯於潮中而生中津少童命及中筒男命；後來又浮濯於潮上而生表津少童命和表筒男命。底筒男命、中筒男命、表筒男命等三神合稱住吉大神；底津少童命、中津少童命、表津少童命則是阿曇連之祭神。
然後洗左眼生天照大神，洗右眼生月讀尊，洗鼻復生素戔嗚尊。伊奘諾尊對三子說：「天照大神可以治理高天原，月讀尊可以治理滄海原潮之八百重，素戔嗚尊可以治天下也。」是時素戔嗚尊年紀漸長，復生八握鬚髯；不治理天下卻常啼泣恚恨。伊奘諾尊問之曰：「你為什麼像這樣一直哭泣？」對曰：「我想去根國找媽媽，所以才哭泣。」伊奘諾尊怒曰：「那就隨你去吧！」乃逐之。
第七種說法提及伊奘諾尊拔劍斬殺軻遇突智成三段：一段為雷神、一段為大山祇神、一段為高龗；又云斬軻遇突智時其血液染紅了天八十河中的五百箇磐石，因而化成神：磐裂神、根裂神、兒磐筒男神、次為磐筒女神、兒經津主神。
而第八種說法則謂伊奘諾尊斬軻遇突智命爲五段，各化為五山祇：頭部化為大山祇、身體化為中山祇、手部化為麓山祇、腰肢化為正勝山祇、足部化為䨄山祇。是時斬血激灑，染於石礫、樹草，這就是草木沙石自含火之由來。
第九種說法云伊奘諾尊欲見其妹，乃到殯殮之處。是時伊奘冉尊猶如在世時一樣，出來迎接共語。後來伊奘冉尊說：「我的夫君，請勿看我。」言畢忽然不見，且四周陷入黑暗。伊奘諾尊舉起火把視之，伊奘冉尊的屍身腫脹，上有八色雷公。受到驚嚇的伊奘諾尊急忙走避，八色雷公追趕之。伊奘諾尊躲進路邊的桃樹下，並以果實擊退眾雷，這就是桃子能驅鬼的源由。伊奘諾尊乃投其杖曰：「自此之後，雷不敢來。」便是所謂的岐神，也是來名戶之祖神。而所謂的「八雷」，在首曰大雷、在胸曰火雷、在腹曰土雷、在背曰稚雷、在尻曰黑雷、在手曰山雷、在足上曰野雷、在陰上曰裂雷。
第十種說法謂伊奘諾尊追至伊奘冉尊所在處，告訴她說：「因為悲憐妳所以才來的。」答曰：「不要看我。」但伊奘諾尊不從而視之，故伊奘冉尊恥恨之曰：「既然你已看到我真正的樣貌，我也要瞧瞧你真正的樣子。」伊奘諾尊感到慚愧地逃離現場，卻又惱羞成怒地發誓：「我要跟妳離婚，」又說：「以不負於妳。」於是他所吐出來的唾液號曰速玉之男，接著以腳掃出之神號泉津事解之男。伊奘諾尊與其妹在泉平坂爭論相鬪，伊奘諾尊曰：「一開始為妳悲傷及思哀，是吾之怯懦矣。」泉守道者說：「伊奘冉尊留話云：『我和你既然已生國，何必再求復生呢？我要留在黃泉國，不跟你回去。』」此時菊理媛神出現，對伊奘諾尊提出建言，後者聞言便稱讚菊理媛神，然後離開此地。可是親臨黃泉國十分不祥，故欲濯除其穢惡，乃前往見粟門及速吸名門。然而此二門潮流過於湍急，故轉向於橘之小門而拂濯身體。入水時吹生出磐土命，出水時吹生大直日神，又入時吹生底土命，出時吹生大綾津日神，又入時吹生赤土命，復出時吹生大地海原之諸神。
第十一種說法說伊奘諾尊勅任三子曰：「天照大神可以統御高天之原，月讀尊可以配合太陽而知天事，素戔嗚尊可以治御滄海之原也。」天照大神在天上曰：「聽聞葦原中國有保食神，應該讓月夜見尊前往拜訪之。」於是月夜見尊受勅而降，保食神乃回頭向著葦原中國，嘴裡吐出米飯；面向海則嘴裡吐出大小魚群；面向山則嘴裡吐出大小獸類。一切食物具備，擺設宴席以宴請月夜見尊。後者忿然作色曰：「真是骯髒汙鄙！竟然用嘴巴裡吐出的東西招待我！」於是拔劍殺死保食神，然後回去向天照大神稟告一切。天照大神聽完勃然大怒地說：「祢是惡神！我們以後不必再見面。」乃與月夜見尊，一日一夜隔離而住。天照大神派遣天熊人前往探看，保食神確實已死，只見其頭頂化為牛馬、頭顱長出小米、眉毛長出蠶蠒、眼睛長出稗、肚子長出稻米、下陰長出小麥、大豆和紅豆。天熊人將這些東西帶回獻給天照大神，天照大神歡喜地說：「天下蒼生可以食用這些東西而活命」，乃以粟、稗、麥、豆為旱田種子，以稻爲水田種子。祂又任命天邑君將稻種植於天狹田及長田，到了秋天稻穗飽滿垂首，一片豐收景象甚是快活。又口裏含繭，便能抽絲，從此始有養蠶之道。

### 古事記之記載
《古事記》上卷記載，伊邪那岐命和伊邪那美命既生國，更生神。先生大事忍男神，次生石土毘古神、石巢比賣神、大戶日別神、天之吹男神、大屋毘古神、風木津別之忍男神等（即家宅六神）。接著生海神大綿津見神、合稱水戶神的速秋津日子神與速秋津比賣神；這對掌管河川及海洋的兄妹神另外生下四對八位神明： 沫那藝神與沫那美神、頰那藝神與頰那美神、天之水分神與國之水分神、天之久比奢母智神與國之久比奢母智神。
復生風神志那都比古神、木神久久能智；隨後出生的是山神大山津見神和野神鹿屋野比賣神（亦名謂野椎神）。大山津見神及鹿屋野比賣神之間產下四組子神：天之狹土神與國之狹土神、天之狹霧神與國之狹霧神、天之闇戶神與國之闇戶神、大戶惑子神與大戶惑女神等。
然後生下鳥之石楠船神，亦名天鳥船；次生大宜都比賣神以及火之夜藝速男神，又名火之炫毘古神、火之迦具土神。伊邪那美命生下後者時，下陰遭灼傷而臥病在床。其嘔吐物生成金山毘古神、金山毘賣神；糞便生成波邇夜須毘古神、波邇夜須毘賣神；尿液生成彌都波能賣神、和久產巢日神等二神，後者之女名曰豐宇氣毘賣神；不久伊邪那美命身故。
傷心的伊邪那岐命哭著說：「親親吾妻，妳怎能用自己的性命換這個孩子呢？」言畢在亡妻的頭與腳之間來回匍匐啼哭，滴下的眼淚落在香久山之畝尾木本（今奈良縣橿原市木之本町），名為泣澤女神，而伊邪那美命的屍體葬在出雲國和伯伎國交界的比婆之山。
盛怒之下的伊邪那岐命拔出十拳劍，砍下了迦具土的頭顱，其血液從劍上落到岩石。其中由劍鋒落下的血生成石拆神、根拆神和石筒之男神；劍身落下的血生成甕速日神、樋速日神和建御雷之男神（亦名建布都神、豐布都神）；劍柄落下的血生成闇淤加美神和闇御津羽神。而迦具土的屍體亦化為眾多山神：頭化為正鹿山津見神，胸部化為淤縢山津見神，腹部化為奧山津見神，陽具化為闇山津見神，左手化為志藝山津見神，右手化為羽山津見神，左腳化為原山津見神，右腳化為戶山津見神。所斬之刀名謂天之尾羽張，亦名伊都之尾羽張。
由於非常思念伊邪那美命，伊邪那岐命遂追往黃泉國。在黃泉國大殿門前，伊邪那美命由殿內開門迎接，伊邪那岐命對祂說：「我的愛妻呀，我和妳創造的國土尚未完成，請跟我回去吧！」伊邪那美命答：「真是可惜呀！你不早點來，我已經吃了黃泉國的飯食。既然你特意前來找我，我也願意回去呀。且讓我跟黃泉神商量，在這期間不要偷看我。」伊邪那美命邊說邊走入殿內。伊邪那美命久而未返，伊邪那岐命等得不耐煩，於是取下左髮髻插著的髮梳，折下一齒作燭火，走入殿中。但祂所看見的卻是伊邪那美命腐爛的身軀上佈滿了蛆，且發現頭部被大雷盤據、胸部被火雷盤據、腹部被黑雷盤據、下陰被拆雷盤據、左手被若雷盤據、右手被土雷盤據、左足被鳴雷盤據、右足被伏雷盤據，共有八雷神繞纏其屍身。
伊邪那岐命嚇得拔腿就跑，伊邪那美命怒斥：「你這樣簡直是汙辱我！」立馬派遣豫母都志許賣追捕。伊邪那岐命丟出黑御鬘變成山葡萄，趁豫母都志許賣撿食之際逃跑，卻仍被追上。再丟出右髮髻插著的髮梳，折下一齒變成竹笋，又趁豫母都志許賣撿食之際逃逸。後來伊邪那美命遣八雷神率領一千五百黃泉大軍追趕，嚇得伊邪那岐命抽出十拳劍一邊揮舞一邊逃走，黃泉大軍猶窮追不捨。逃到黃泉比良坂盡頭時，伊邪那岐命摘下三顆桃子用力丟向追兵，於是黃泉大軍停止追趕。所以伊邪那岐命對桃子說：「你們有靈性，能驅鬼避邪。往後葦原中國的芸芸眾生遇到危難時，就像剛才幫助我一樣，去幫助他們吧！」於是伊邪那岐命賜了意富加牟豆美命的名號給桃子。
最後伊邪那美命追來，伊邪那岐命遂舉起千引石堵塞黃泉比良坂，巨石置中，兩神相對而立。伊邪那美命言：「親愛的良人，如果你欲斷絕夫妻之情，我就每天絞殺你一千個國人！」伊邪那岐命回曰：「親親吾妻，如果妳這樣做的話，我就每天為我的國人蓋一千五百個產房。」是以每日必有一千人死亡，也必有一千五百人誕生。所以伊邪那美神命號曰黃泉津大神，一云因緊追不捨而號曰道敷大神。堵塞黃泉比良坂的千引石則號道反大神，亦謂塞坐黃泉戶大神。故所謂黃泉比良坂，今謂出雲國之伊賦夜坂（今島根縣松江市舊東出雲町地區）。
伊邪那岐命說：「我剛從骯髒醜陋的國度返回，故我將為我的身軀進行禊祓（袪除污穢的淨化儀式）。」於是坐在竺紫日向橘小門之阿波岐原實行禊祓。他投棄的手杖變成衝立船戶神、衣帶變成道之長乳齒神、囊袋變成時量師神、衣服變成和豆良比能宇斯能神、褌變成道俁神、頭冠變成飽咋之宇斯能神；左手之手纏變成奧疎神、奧津那藝佐毘古神和奧津甲斐辨羅神；右手之手纏變成邊疎神、邊津那藝佐毘古神和邊津甲裴弁羅神等神祇。
接著他又說：「上游流速較快，下游流速緩慢。」在中游淨滌身體，產生八十禍津日神、大禍津日神二神。因為伊邪那岐命到過許多髒汙的地方，由亡者之汙穢所成之神明。接著為了消除前二神之禍，又生神直毘神、大直毘神、伊豆能賣神等三神。接著在水底洗滌時生出底津綿津見神、底筒之男命；在水中清洗時生出中津綿津見神、中筒之男命；在水面清滌時則出現上津綿津見神、上筒之男命，共計六位神祇。這三位津綿津見神即是阿曇連祖神以伊都久神，所以阿曇連一族乃綿津見神之子宇都志日金拆命之子孫。底筒之男命、中筒之男命、上筒之男命等三神，乃墨江之三前大神。
接著洗左眼時變成天照大御神，洗右眼時變成月讀命，洗鼻子時則化成建速須佐之男命。此時伊邪那伎命歡喜地說：「吾終於生得三貴子。」馬上取下掛在脖子的御頸珠之玉相擊發出聲音，然後賜給天照大御神說：「我命令妳去統治高天原。」後者遵照命令收下賞賜，故御頸珠名謂御倉板擧之神。接著對月讀命說：「我命令妳去夜之食國治理。」月讀命也遵照命令。接下來對建速須佐之男命說：「我命令你去統治海原。」建速須佐之男命也銜命。
後來三神各銜其命前往治理其國，只有速須佐之男命不知所命之國而獨自哭啼，八拳寬的鬍鬚長到心前。哭泣的樣子青山如枯山泣枯，河海者悉泣乾。是以惡神之音如佈滿了狹蠅，萬物之妖皆出現。因此伊邪那岐大御神詔速須佐之男命曰：「你為什麼不治理你的國度而哭泣呢？」答曰：「我想去母親的根之堅洲國，所以才哭泣。」伊邪那岐大御神忿怒地說：「那麼你就不可以住在海原。」乃將之流放驅逐。伊邪那岐大神坐鎮在淡海之多賀也。

## 內部連結
- 伊邪那岐命
- 伊邪那美命
- 國誕生

## 外部連結
- （日語）大国主神の物語とゆかりの地|出雲神話とゆかりの地 （页面存档备份，存于）